# Mathieu Perget
Mathieu Perget (Montauban, 19 de septiembre de 1984) es un ciclista francés.
Debutó como profesional en 2006 con el equipo Illes Balears, equipo en el que estuvo hasta 2010. Su último año como profesional fue en 2015.

## Palmarés
2004 (como amateur)
- 1 etapa del Kreiz Breizh Elites

2005 (como amateur)
- 1 etapa del Tour de Gironde
- 1 etapa de la Ronde de l'Isard d'Ariège

2009
- Tour de Limousin

2013 (como amateur)
- Vuelta a Marruecos, más 1 etapa

## Resultados en Grandes Vueltas
| Carrera | Carrera         | 2006 | 2007 | 2008  | 2009 | 2010 | 2011 | 2012 |
| ------- | --------------- | ---- | ---- | ----- | ---- | ---- | ---- | ---- |
|         | Giro de Italia  | —    | 91.º | 112.º | 72.º | —    | —    | 53.º |
|         | Tour de Francia | —    | —    | —     | —    | 64.º | —    | —    |
|         | Vuelta a España | —    | —    | —     | —    | —    | 24.º | —    |

—: no participa

Ab.: abandono

## Equipos
- Caisse d'Epargne (2006-2010)
  - Caisse d'Epargne-Illes Balears (2006)
  - Caisse d'Epargne (2007-2010)
- Ag2r La Mondiale (2011-2012)
- Rietumu-Delfin (07.2013-12.2013)
- Pishgaman Giant Team (2015)